# Plectranthus argentatus
Plectranthus argentatus là một loài thực vật có hoa trong họ Hoa môi. Loài này được S.T.Blake miêu tả khoa học đầu tiên năm 1971.

## Hình ảnh

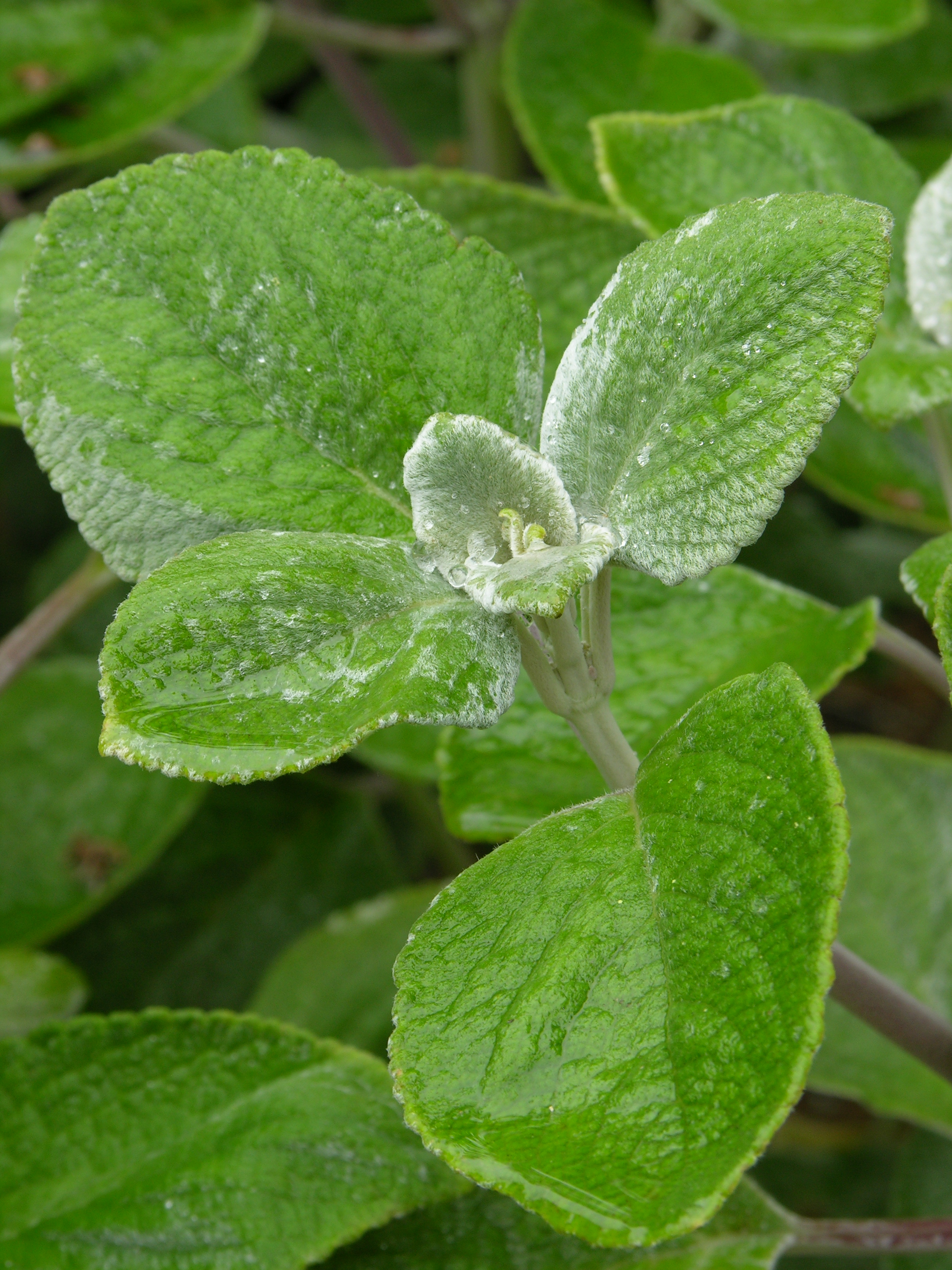
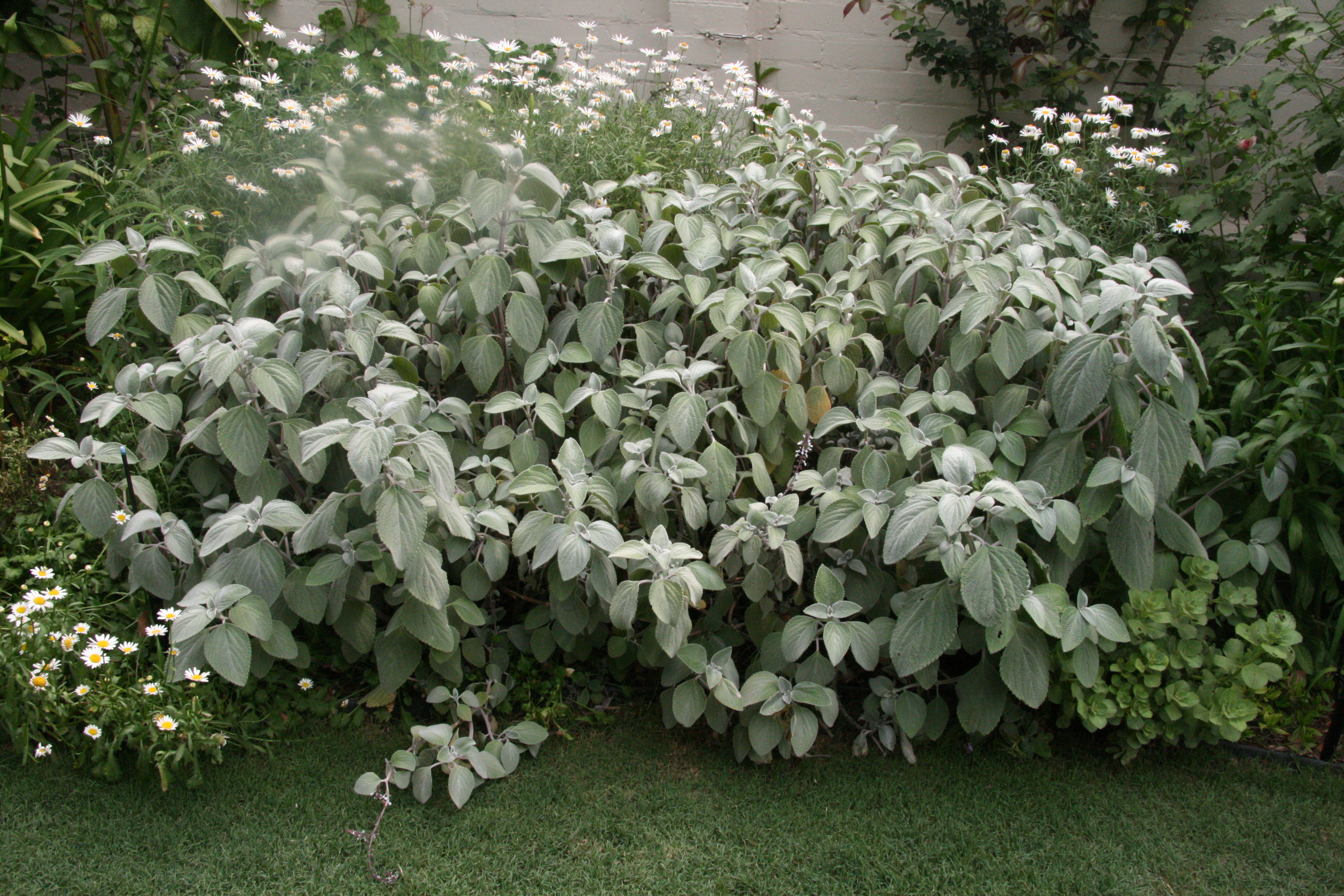
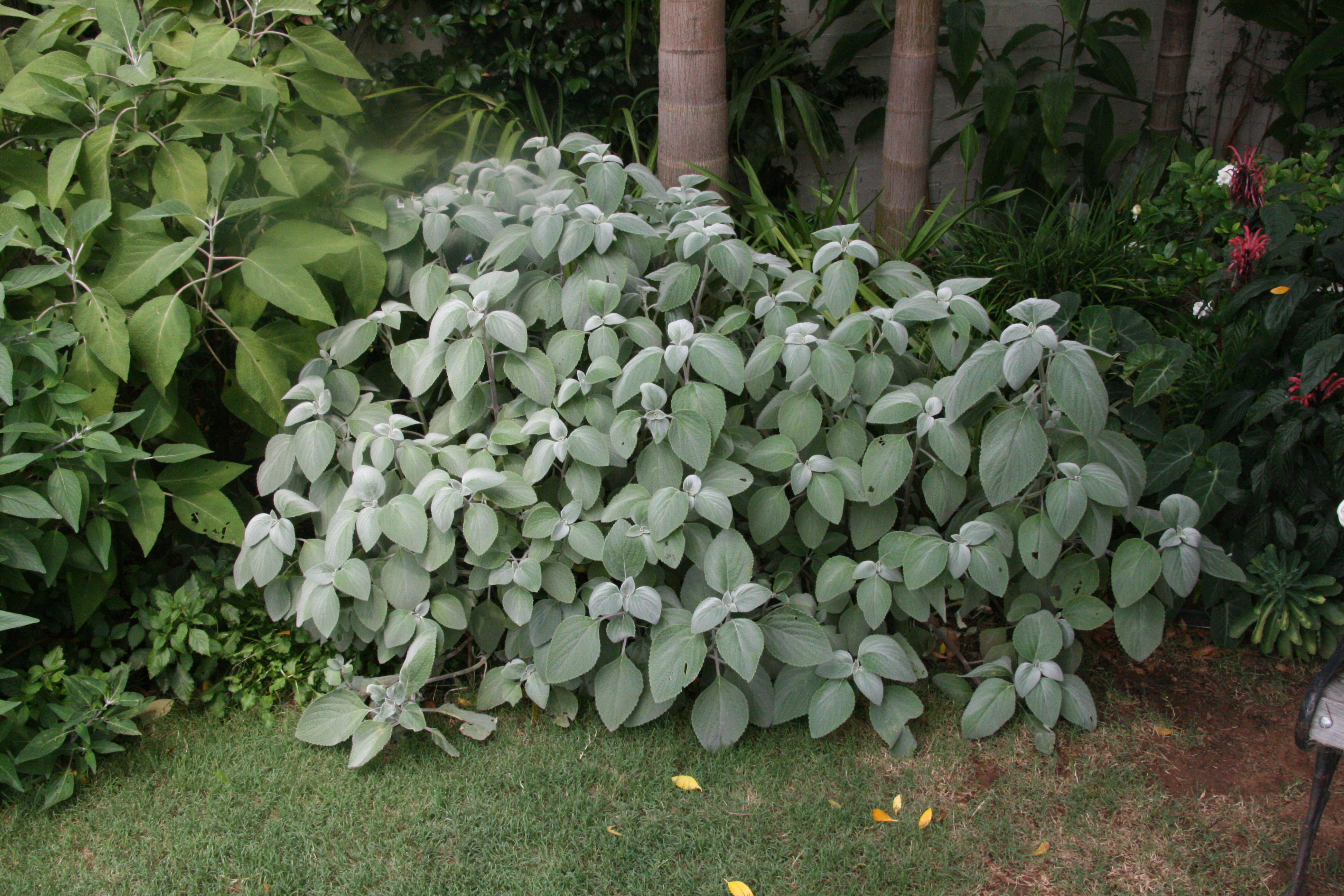